# مرد مقدس
مرد مقدس (انگلیسی: Holy Man) فیلمی کمدی به کارگردانی استیون هرک، نویسندگی تام شولمن و تهیه‌کنندگی ری مورفی و ربکا رود و بازی ادی مورفی محصول سال ۱۹۹۸ میلادی است.